# Memoriale della Croce Rossa

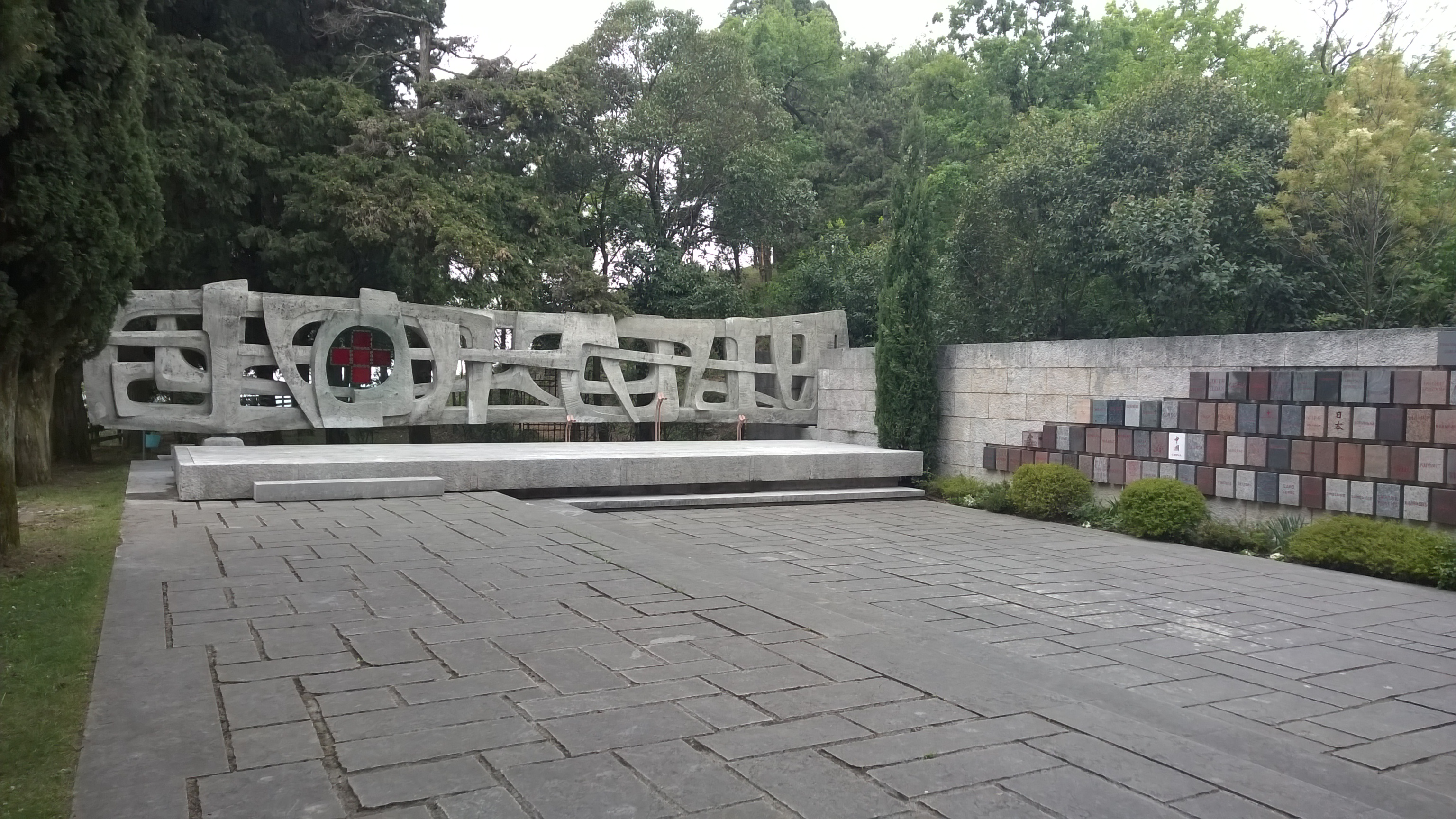
Solferino, Memoriale della Croce Rossa

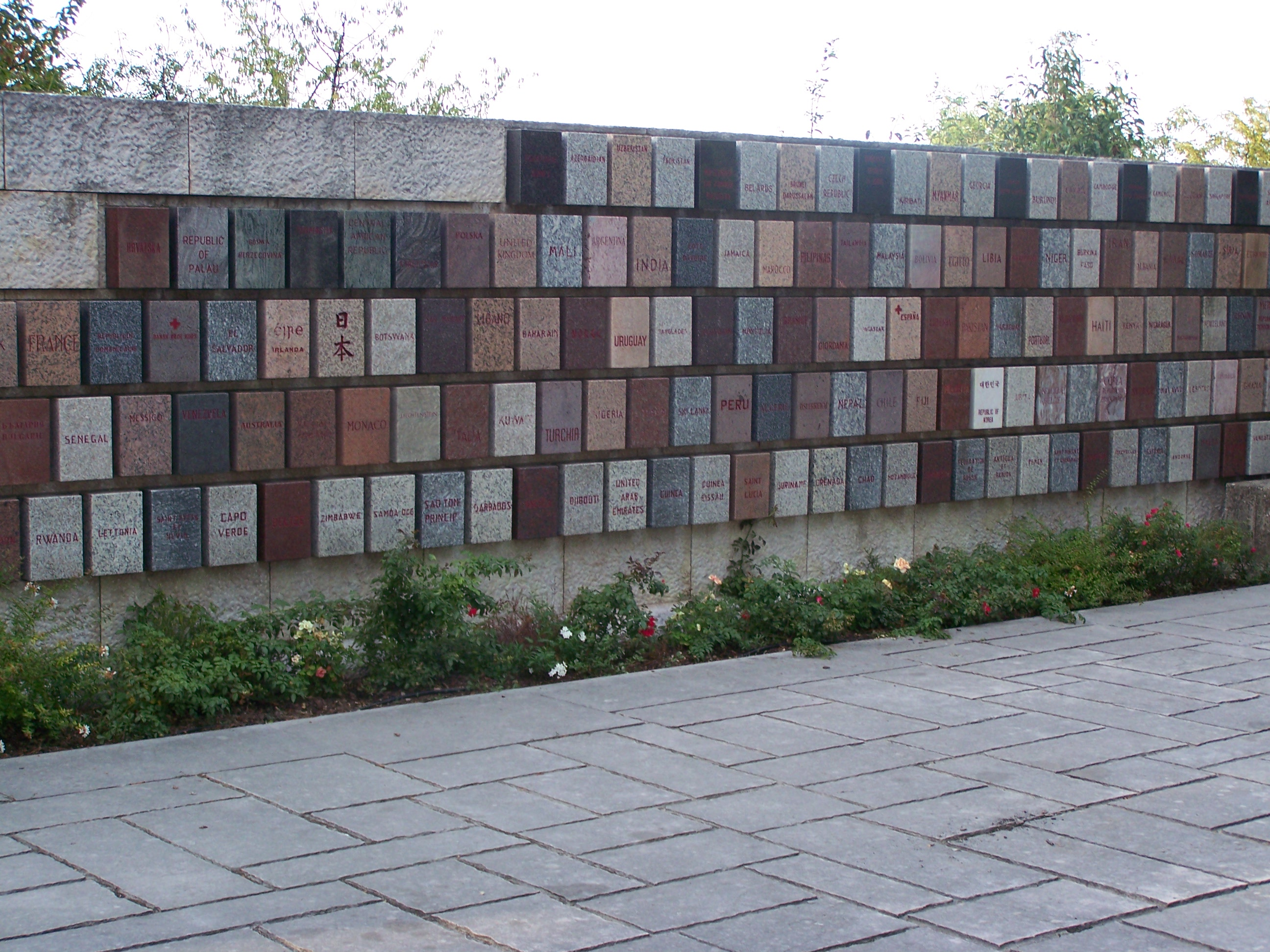
Solferino, Memoriale della Croce Rossa

Il memoriale della Croce Rossa si trova a Solferino, in provincia di Mantova, nel parco sottostante la storica rocca, soprannominata la "Spia d'Italia".
Il memoriale, progettato dall'architetto Alfredo Lambertucci, fu costruito nel 1959, nel centenarlo della battaglia di Solferino e San Martino, luogo dove le sanguinose conseguenze di questo evento militare ispirò ad Henry Dunant la fondazione della Croce Rossa. A lato del monumento edificato in cemento e ferro dello scultore Edgardo Mannuccl, sono collocati dei marmi provenienti da tutto il mondo, sui quali sono incisi i nomi dei paesi che aderiscono alla Croce Rossa e che hanno contribuito alla realizzazione del memoriale.
Il memoriale fu inaugurato il 24 giugno 1959 alla presenza dei presidenti della Repubblica italiana e francese, Giovanni Gronchi e Charles De Gaulle.